# X-Men '97
X-Men '97 és una sèrie animada de televisió d'origen estatunidenc creada per Beau DeMayo pel servei de streaming Disney+. Està basada en l'equip de superherois de Marvel Comics, X-Men. És una seqüela de La Patrulla X (1992-1997) i continua la història a partir dels esdeveniments amb els quals finalitza la sèrie.
La sèrie està produïda per Marvel Studios Animation, amb DeMayo d'escriptor principal durant les dues primeres temporades i Jake Castorena de director supervisor.
La sèrie s'estrenà el 20 de març de 2024.

## Llista d'episodis[4]
1. To Me, My X-Men
2. Mutant Liberation Begins
3. Fire Made Flesh
4. Motendo / Lifedeath – Part 1
5. Remember It
6. Lifedeath – Part 2
7. Bright Eyes
8. Tolerance Is Extinction – Part 1
9. Tolerance Is Extinction – Part 2
10. Tolerance Is Extinction – Part 3

## Recepció
El 25 de març de 2024, Disney+ revelà que el primer episodi de la sèrie "To Me, My X-Men" va tenir 4 milions de visites en tot el món dins dels seus primers cinc dies de llançament.